# فرودگاه پیتسبورگ، مونروویل
 فرودگاه پیتسبورگ، مونروویل (به انگلیسی: Pittsburgh-Monroeville Airport) (به زبان بومی: Harold W. Brown Memorial Airfield) یک فرودگاه همگانی بهره‌برداری هوایی است که یک باند فرود آسفالت دارد و طول باند آن ۶۹۵ متر است. این فرودگاه در کشور ایالات متحده آمریکا قرار دارد و در ارتفاع ۳۶۲ متری از سطح دریا واقع شده است.